# کای ماتسوزاکی
کای ماتسوزاکی (ژاپنی: 松崎 快؛ زادهٔ ۲۲ نوامبر ۱۹۹۷) یک بازیکن فوتبال اهل ژاپن است.
از باشگاه‌هایی که در آن بازی کرده‌است می‌توان به باشگاه فوتبال میتو هولیهوک اشاره کرد.